# Muncile lui Hercule (film din 1958)
Muncile lui Hercule (titlu original: Le fatiche di Ercole) este un film peplum italian din 1958 regizat de Pietro Francisci despre eroul grec Hercule.   Rolurile principale au fost interpretate de actorii Steve Reeves, Sylva Koscina, Gianna Maria Canale, Fabrizio Mioni, Arturo Dominici, Mimmo Palmara, Lidia Alfonsi și Gina Rovere. Scenariul este scris de Ennio De Concini, Pietro Francisci și Gaio Frattini.

## Distribuție
- Steve Reeves - Hercule
- Sylva Koscina - Iole
- Fabrizio Mioni - Iason

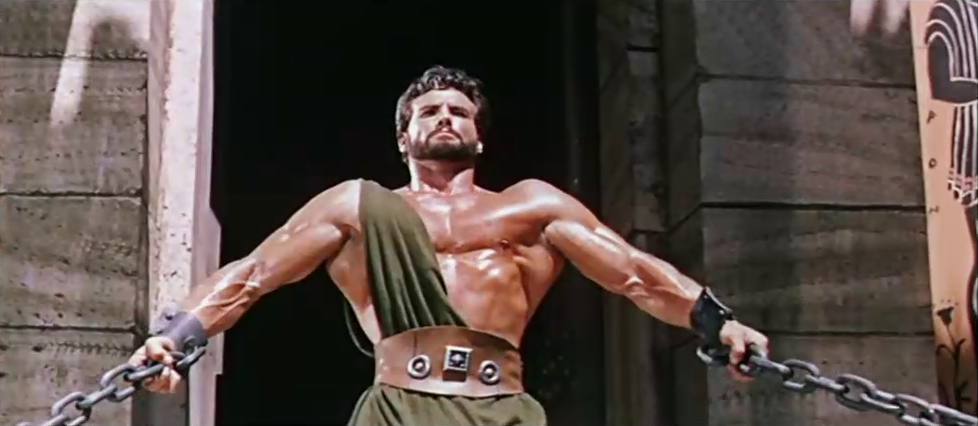
Steve Reeves ca Hercule

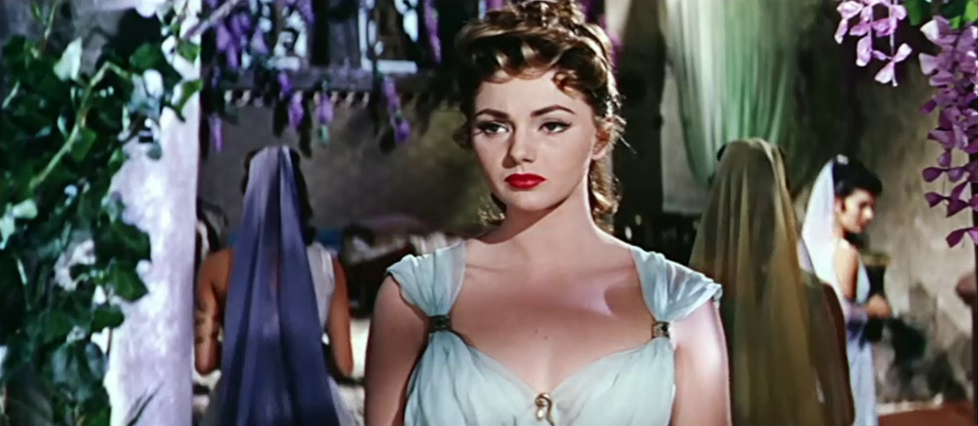
Sylva Koscina ca Iole

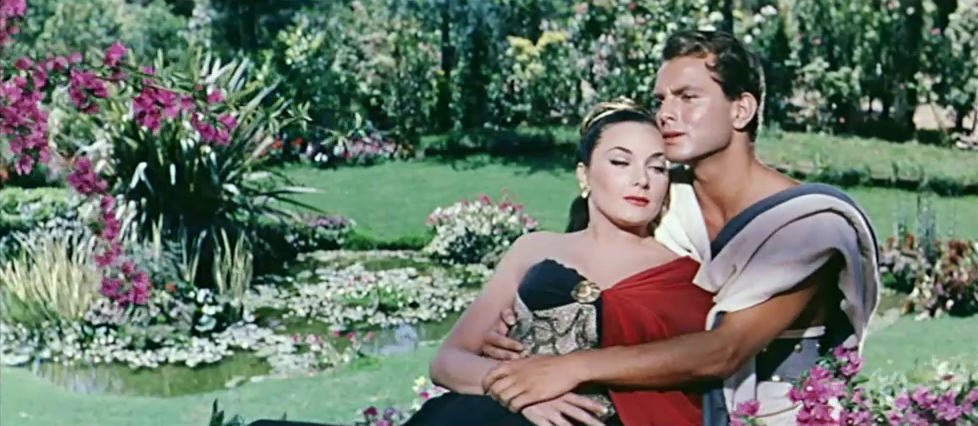
Gianna Maria Canale ca Antea (stânga) și Fabrizio Mioni ca Jason

- Ivo Garrani -  Pelias, regele Iolcusului
- Gianna Maria Canale -  Antea, regina amazoanelor
- Arturo Dominici - Eurysteus
- Mimmo Palmara - Iphitus, fiul lui Pelias
- Lidia Alfonsi -  Sibyl
- Gabriele Antonini - Ulysses
- Aldo Fiorelli - Argos
- Andrea Fantasia -  Laertes
- Luciana Paluzzi - Servitoarea lui Iole,  men. ca Luciana Paoluzzi
- Afro Poli - Chiron
- Gian Paolo Rosmino - Aesculapius
- Willi Colombini -  Pollux
- Fulvio Carrara - Castor
- Gino Mattera - Orfeu
- Gina Rovere - amazoană
- Lily Granado - amazoană
- Aldo Pini -  Tifi
- Guido Martufi - Iphitus,  copil
- Paola Quattrini - Iole, copil

## Producție
Filmările au avut loc în perioada ____. Cheltuielile de producție s-au ridicat la ___ milioane $.

## Lansare și primire
A avut încasări de ___ milioane $.